# Bargarh
Bargarh (auch Baragarh) ist eine Stadt im indischen Bundesstaat Odisha. 
Sie ist Verwaltungssitz des gleichnamigen Distrikt und Hauptort im gleichnamigen Tehsil. In Bargarh leben 80.625 Einwohner (Zensus 2011).

## Kultur
Alljährlich wird das elftägige Fest Dhanuyatra ausgetragen, bei dem die Stadt und die umliegenden Dörfer eine mythologische Geschichte in Form eines riesigen Open-Air-Theaters darstellen. Es wird die Geschichte einer Wiedergeburt des Gottes Krishna erzählt, der den tyrannischen König Kansa tötet.

## Verkehr
Bargarh liegt an den nationalen Fernstraßen NH 6 und NH 201 nach Bhawanipatna. Mit der Eisenbahn gibt es Verbindungen Richtung Sambalpur und Luisinga. Bargarh ist über einen Kanal auch mit dem Hirakud-Stausee verbunden.